# يو إس إس جون كينيدي (CV-67)
يو اس اس جون كينيدي (CV-67): هي حاملة طائرات أمريكية سميت على اسم الرئيس الأمريكي ال35 جون كينيدي و هي أخر حاملة طائرات أمريكية تم صنعها بالطريقة التقليدية القديمة.
بعد 40 سنة من الخدمة تم احالة حاملة الطائرات إلى التقاعد. و الآن موجودة في ميناء مدينة فيلادلفيا بولاية بنسلفانيا الأمريكية حيث تنتظر ان يتم تحويلها إلى متحف ليتمكن الناس من زيارتها والتعرف عليها وعلى تاريخها.

## التاريخ
كان من المقرر أن تكون هذه السفينة حاملة طائرات نووية ولكن بعد جدال ومناقشات تم بناؤها بمحرك عادي سريع. تم افتتاح حاملة الطائرات رسمياً بتاريخ 7 سبتمبر 1968، ولكن افتتحتها جاكلين كينيدي، زوجة الرئيس الأمريكي الراحل جون كينيدي، برفقة ابنتها كارولين كينيدي، في 27 مايو 1967، وكان عمرها 9 سنوات أنذاك. في ذلك التاريخ الذي كان الذي وافق يومين قبل ما كان سيكون عيد ميلاد الرئيس الأمريكي جون كينيدي الخمسين.

### فترة السبعينات
تم إرسال حاملة الطائرات يو اس اس جون كينيدي (CV-67) إلى البحر الأبيض المتوسط للتعامل مع مشاكل الشرق الأوسط وقتها. و خلال فترة السبعينات تم تطويرها لتتحمل طائرتي إف-14 توم كات و إس-3 فايكنغ على ظهرها.

### فترة الثمانينات
خلال فترة الثمانينات وتحديداً سنة 1982 أرسلت يو اس اس جون كندي إلى سفرتها التاسعة. و بعدها بشهر أكتوبر 1983 تم إرسال حاملة الطائرات إلى بيروت بسبب تفجيرات بيروت 1983.
في شهر أغسطس 1988 اقتربت حاملة الطائرات يو اس اس جون كندي ودخلت إلى المياه الأقليمية لليبيا. مما جعل الجانب الليبي يرسل طائرتين من نوع ميكويان جيروفيتش ميج-21 مما ادى إلى الاشتباك بين حاملة الطائرات وطائرتين اف-18 من الجانب الأمريكي والطائرتين الليبيتين. انتهى الأشتباك باسقاط الطائرتين الليبيتين من قبل الجانب الأمريكي وأكملت حاملة الطائرات دخولها في المياه الليبية إلى أن أنهت مهمتها.

### فترة التسعينات
بتاريخ 27 أكتوبر 1991 أعلن الرئيس الأمريكي انذاك الحرب على العراق مما جعل حاملة الطائرات تغادر إلى الحرب مع العراق حيث اعطت بحرية الولايات المتحدة مهمة حمل طائرات إف/إيه-18 هورنت لحاملة الطائرات يو اس اس جون كندي. خضعت حاملة الطائرات لكثير من التصليحات والتطوير خلال فترة التسعينات.

### بعد سنة 2000
بعد هجمات و أحداث 11 سبتمبر 2001 الأرهابية أرسلت حاملة الطائرات يو اس اس جون كندي إلى الحرب في أفغانستان حيث أمطرت ما يقدر بـ31 ألف طن من المتفجرات على طالبان و القاعدة خلال عملية الحرية الدائمة.

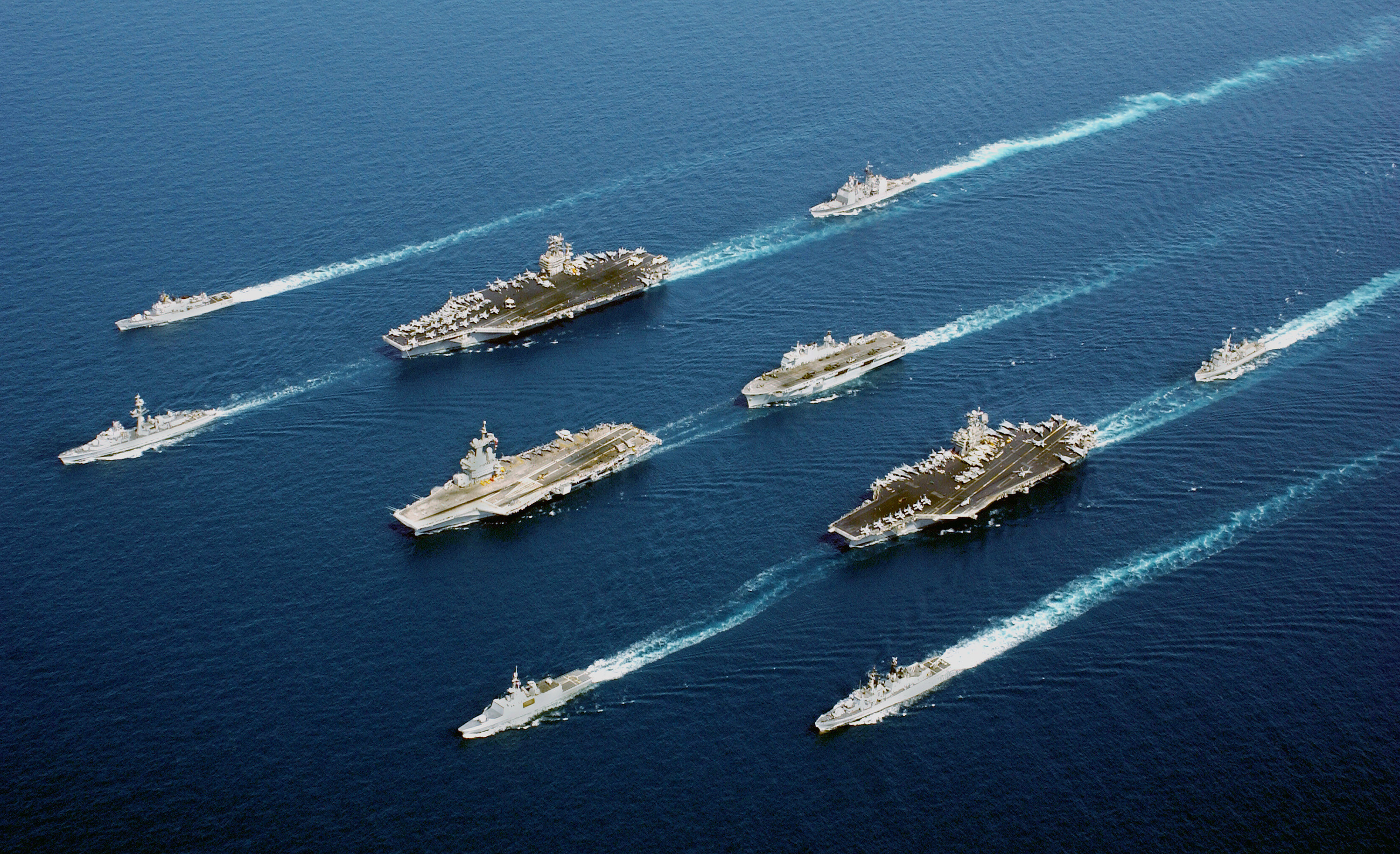
حاملة الطائرات يو اس اس جون كندي (جهة اليمين من الأسفل) مع سفن أخرى

## الخطط المستقبلية
في نوفمبر 2009 حولت بحرية الولايات المتحدة حاملة الطائرات جون كندي إلى حالة الأنتظار ليتم تحويلها إلى متحف ليتمكن الزوار من دخولها والتعرف عليها عن قرب. و الوجهة المحتملة هي ميناء مدينة بوسطن بولاية ماساتشوستس أو ميناء مدينة بروفيدنس، رود آيلاند الأمريكيتين.

## شفرات الراديو
خلال فترة خدمتها، أعطي لحاملة الطائرات يو اس اس جون كندي أربعة شفرات سرية هي عبارة عن أربعة أسماء عشوائية تم أختيارها مع شعار لكل اسم لتعبر عنها بدلأ من قول اسمها لكي لا يعرفها العدو. و هذه الأسماء والشعرات هي:
 نوفمبر
 جوليت
 فوكستروت
 كيلو